# Кириленко Іван Михайлович
Кириленко Іван Михайлович (25 серпня 1983, Хотин, Чернівецька область) — художник-живописець, член Національної Спілки художників України (2013). Роботи Івана Михайловича експонували в Києві, Одесі, Хмельницькому, Вінниці, Луцьку, Чернівці, Дубаї.

## Біографія
2000 р. закінчив Хотинську гімназію і вступив до Вижницького коледжу декоративно-прикладного мистецтва.
2004 р. здобув освіту молодшого спеціаліста зі спеціальності «Образотворче та декоративно-прикладне мистецтво», кваліфікація "художник-майстер художньої обробки дерева".
2004 р. вступив до Чернівецького національного університету.
2007 р. закінчив Чернівецький національний університет імені Юрія Федьковича і отримав повну вищу освіту за спеціальністю «Образотворче та декоративно-прикладне мистецтво» та здобув кваліфікацію художника образотворчого та декоративно-прикладного мистецтва, викладач.

## Творча діяльність

### Художник
Виставкову діяльність Іван Михайлович почав 2004 року. Твори Івана Михайловича можна побачити як в державних, так і в приватних колекціях семи країн світу. Основними творами художника є «Він і Вона» (2012), «Ранкові звуки» (2013), «Яблуко спокуси» (2013) і «Таємний дар» (2013).
Неповторність творчого почерку майстра визначають ефектний живопис, яскрава емоційність і максимальна щирість. Сьогодні, коли прагнення висунути у своїх роботах серйозну філософську ідею властиво небагатьом художникам, Іван Михайлович намагається зберегти в картинах і донести до глядача чітку ясність світогляду, точність внутрішніх естетичних ідеалів. Майстер прагне не просто створювати красивий живопис, а вирішувати серйозні людські завдання, тим самим, можливо, допомагаючи глядачеві по-новому поглянути на цей світ, на своє місце в ньому.
2010 — Всеукраїнська виставка, Луцьк, Україна
2011 — Всеукраїнська виставка, присвячена Дню Незалежності, Київ, Україна
2012 — Персональна виставка в Будинку художника, Київ
2012 — Виставка-проєкт «Розмова з часом», Дубай
2012 — Всеукраїнська трієнале «фолькмодерн», Чернівці
2012 — Міжнародна виставка «Art-week», Київ
2013 — Всеукраїнська виставка Жіночого портрета, Київ
2013 — Виставка сучасного мистецтва Абу-Дабі ОАЕ
2013 — Всеукраїнська виставка, присвячена Дню художника, Київ
2013. — Виставка-проєкт «Внутрішній діалог», Одеса
2014 — Персональна виставка, Хмельницький
2014 — Всеукраїнська миротворча виставка «Надія», Київ
2014 — Виставка «Арт-галера», Вінниця
2015 — Всеукраїнська Різдвяна виставка, Київ
2015 — Всеукраїнська трієнале «Пречиста», Чернівці
2015 — Персональна виставка, проєкт «Поза часом» музей І. Кавалерідзе, Київ
2016 — Всеукраїнська Різдвяна виставка, Київ
2016 — Всеукраїнське бієнале «Від Трипілля до сьогодення», Київ
2016 — Персональна виставка, проєкт «Небесне та земне» музей Історії Києва, Україна
2016 — Міжнародний пленер «Арт-Хуст 2016», Хуст
2017 — Виставка, проєкт «Дилема», галерея Арт-Шик, Вінниця
2017 — Міжнародний симпозіум по живопису, Липани, Словаччина
2017 — Виставка, проєкт «Нерозкриті таємниці», Артцентр Анни Завальної, Київ.
2017 — Виставка в Культурному центрі м. Липани, Словаччина
Роботи зберігаються у приватних колекціях України та за кордоном.

## Це цікаво
Проєкт «Внутрішній діалог»  [Архівовано 8 Квітня 2014 у Wayback Machine.], 
«Арт-Хотин»  [Архівовано 30 Жовтня 2015 у Wayback Machine.]
Дирекція виставок НСХУ  [Архівовано 8 Квітня 2014 у Wayback Machine.]
«Поза часом» музей І. Кавалерідзе https://www.youtube.com/watch?v=scAmz6rWPHE [Архівовано 26 Березня 2016 у Wayback Machine.]

## Звання і нагороди
- Член Національної Спілки Художників України (2013)